# Саласар, Андрес
Андре́с Саласа́р Осо́рио (исп. Andrés Salazar Osorio; род. 15 января 2003, Рионегро, Антьокия) — колумбийский футболист, полузащитник клуба «Атлетико Насьональ» и сборной Колумбии.

## Клубная карьера
Саласар — воспитанник клуба «Атлетико Насьональ». В 2021 году игрок на правах аренды перешёл в «Вальедупар». 21 марта в матче против «Барранкильи» он дебютировал в колумбийской Серии B. 24 октября в поединке против «Унион Магдалена» Андрес забил свой первый гол за «Вальедупар». В начале 2023 года Саласар перешёл в «Форталеса Сипакира» на правах аренды. 6 февраля в матче против «Реал Сантандер» он дебютировал за новую команду. 7 марта в поединке против «Орсомарсо» Андрес забил свой первый гол за «Форталесу Сипакиру». 
В начале 2023 года Саласар вернулся в «Атлетико Насьональ». 27 февраля в матче против «Атлетико Уила» он дебютировал в Кубке Мустанга. 

## Международная карьера
В начале 2023 года в составе молодёжной сборной Колумбии Саласар принял участие в домашнем молодёжном чемпионате Южной Америки. На турнире он сыграл в матчах против команд Перу, Аргентины, Эквадора, Уругвая, Венесуэлы, а также дважды Парагвая и Бразилии. 
В том же году Саласар принял участие в молодёжном чемпионате мира в Аргентине. На турнире он сыграл в матчах против сборных Израиля, Японии, Сенегала, Словакии и Италии.
16 июня 2023 года в товарищеском матче против сборной Ирака Саласар дебютировал за сборную Колумбии.